# Philipotabanus
Philipotabanus är ett släkte av tvåvingar. Philipotabanus ingår i familjen bromsar.

## Dottertaxa tillPhilipotabanus, i alfabetisk ordning[1]
- Philipotabanus annectans
- Philipotabanus caliginosus
- Philipotabanus chrysothrix
- Philipotabanus criton
- Philipotabanus ebrius
- Philipotabanus ecuadoriensis
- Philipotabanus elviae
- Philipotabanus engimus
- Philipotabanus fascipennis
- Philipotabanus fucosus
- Philipotabanus inauratus
- Philipotabanus keenani
- Philipotabanus kompi
- Philipotabanus magnificus
- Philipotabanus medius
- Philipotabanus nigrinubilus
- Philipotabanus nigripennis
- Philipotabanus obidensis
- Philipotabanus opimus
- Philipotabanus pallidetinctus
- Philipotabanus phalaropygus
- Philipotabanus pictus
- Philipotabanus plenus
- Philipotabanus porteri
- Philipotabanus pterographicus
- Philipotabanus reticulatus
- Philipotabanus stigmaticalis
- Philipotabanus tanypterus
- Philipotabanus tenuifasciatus
- Philipotabanus unimacula
- Philipotabanus vulpinus